# Santuario della Madonnina
Il Santuario della Madonnina è un santuario cattolico intitolato alla Madonna. Si trova in comune di Verolengo, in provincia di Torino e nella diocesi di Ivrea. Nel suo stato attuale, dovuto ad una ricostruzione ottocentesca, è uno dei migliori esempi di architettura neoclassica del Canavese.

## Storia

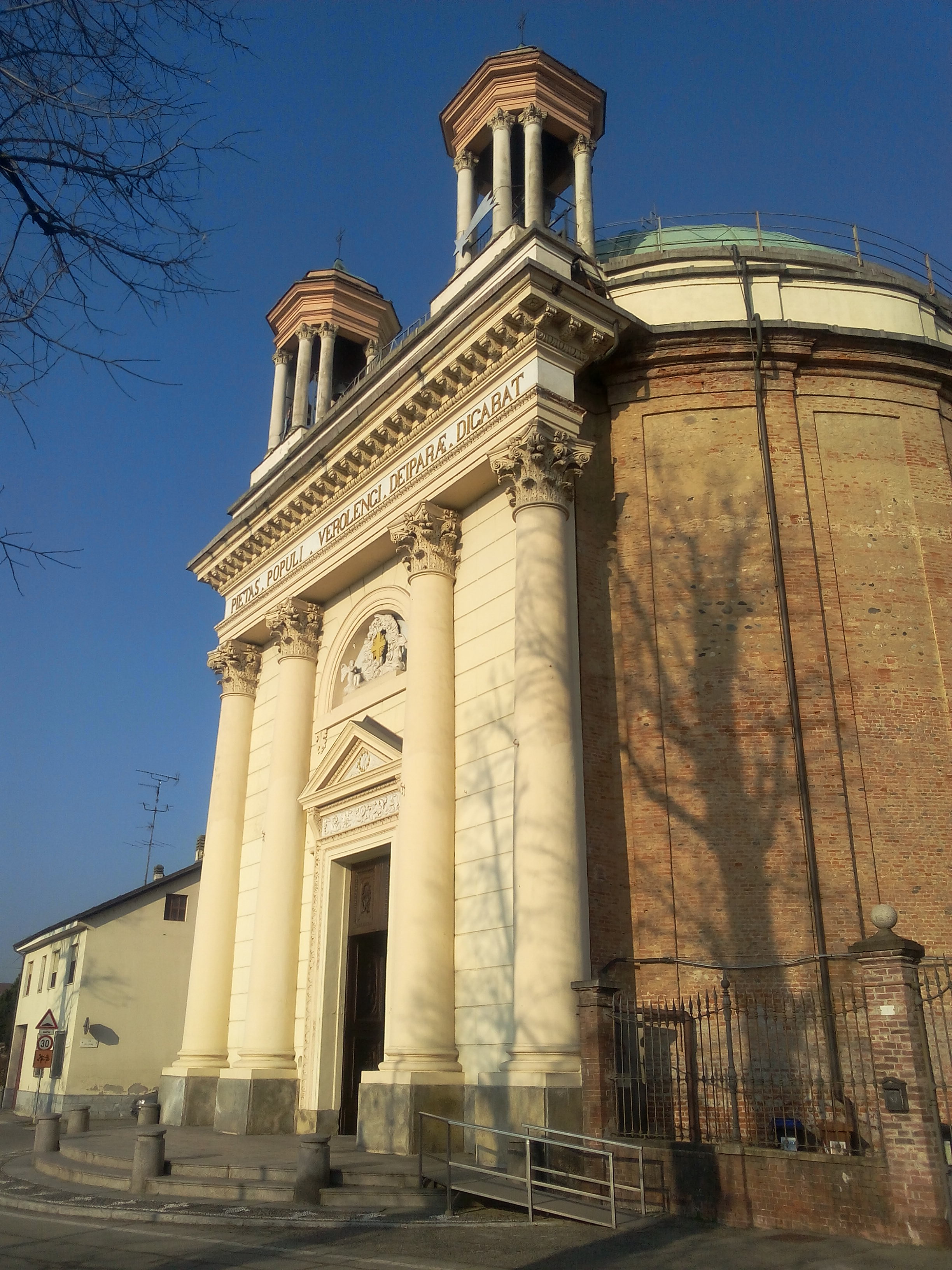
Dettaglio della facciata

Correva l'anno 1609 quando Don Giovanni Bracco, sacerdote di Verolengo, stava percorrendo a cavallo l'antica strada diretto a Crescentino. Di colpo il cavallo s'impennò e si diede ad una corsa pazza. Colto di sorpresa il sacerdote fu sbalzato dalla sella e cadde. Impigliatosi con un piede nella staffa, venne violentemente trascinato a lungo dall'animale imbizzarrito. Don Bracco disperato si rivolse alla Beata Vergine implorandone l'aiuto. Ecco che, come se una mano di ferro l'avesse inchiodato sul posto, il cavallo si fermò di colpo in località Veuchio, acquietandosi. Il sacerdote, miracolato, stentò a riprendersi e quando si rialzò si rese conto di essere “sano ed illeso nel corpo, sebbene malconcio nelle vestimenta”.
Il prete, riconoscente per la grazia ricevuta, all'indomani dell'accaduto, fece erigere un pilone sul quale fece dipingere la Beata Vergine che regge, da un lato, il Bambin Gesù e dall'altro un cuore. Don Bracco si recò spesso a pregare e ringraziare riconoscente la Madonna inginocchiandosi davanti al Pilone. Nei giorni di festa un gruppo di fedeli, dopo la recitazione del Vespro, iniziò a ritrovarsi ai piedi del Pilone della Madonnina di Veuchio raccogliendosi insieme al sacerdote per la recita delle litanie della Madonna. Questa pia pratica si radicò così tanto tra i fedeli che sempre più numerosi si riunivano attorno al pilone, al punto che proseguì anche dopo la morte di don Bracco.
Tra i fedeli che venivano a pregare vi era anche un mendicante. Per sopravvivere, chiedeva l'elemosina affidandosi al buon cuore dei pellegrini. Costui era conosciuto come Pietro delle rocciole: era storpio e poteva reggersi in piedi solo con l'ausilio di due stampelle. Si era trasferito a Verolengo da quando aveva saputo che tra i pellegrini della Madonnina di Veuchio si erano registrate delle guarigioni prodigiose. Un giorno mentre pregava intensamente con ancor più viva fede, si sentì formicolare le gambe malate che progressivamente si rinvigorirono tanto da consentirgli di reggersi in piedi. Abbandonate le stampelle, le appese al Pilone e si prostrò a ringraziare la Madonna circondato dai fedeli attoniti che, ben conoscendolo da tempo, non riuscivano a capacitarsi dell'accaduto. Diffusasi la notizia si scatenò l'entusiasmo attorno al Pilone della Madonnina e questo attrasse un numero enorme di pellegrini.
Qualche tempo dopo, l'8 settembre 1690 giorno della festa della Natività della Madonna, due bambine di sette anni, Maddalena Bracco e Agata Peretti, accompagnate dalle rispettive madri, erano andate a pregare la Beata Vergine. Ad un certo punto cominciarono ad agitarsi urlando alle madri che vedevano una gran signora che stava girando intorno al pilone. Vennero bruscamente zittite e non credute. Così pure avvenne nelle due domeniche successive. Ma al ripetersi delle apparizioni e dopo opportune verifiche, non fu più possibile ignorare l'accaduto.
Le apparizioni della Madonna e le guarigioni miracolose si andavano ripetendo; queste notizie attirarono folle di pellegrini da ogni parte: dal Monferrato, da Acqui, Alessandria e Chieri. Dalla Valle d'Aosta e persino dalla Svizzera. Vennero raccolte offerte sempre più generose tanto da poter accantonare somme consistenti. Ci si rese conto che ormai era necessario disporre di una chiesa per accogliere i fedeli, ma una chiesa grande che potesse contenere almeno 500 persone.
La costruzione fu iniziata nel 1698 ed i lavori procedettero molto celermente:  il Pilone venne trasportato sull'altare ed il 25 marzo dell'anno successivo fu celebrata la prima messa.
Passarono gli anni ed Il flusso di fedeli continuò ad incrementarsi tant'è che con gli anni si avvertì la necessità di avere un santuario più capiente. Un architetto venne incaricato di predisporre un progetto per un tempio più vasto, più grandioso e capace di contenere 3000 persone: il 13 giugno 1775 venne posta la prima pietra. Il cantiere della nuova costruzione fu realizzato intorno alla chiesa già esistente avendo cura di lasciarla intatta e funzionale.
Ben presto i lavori appena iniziati vennero interrotti, in parte a causa della morte dei generosi benefattori, i conti Verulfo, ma ancor più per gli stravolgimenti politici e militari che sconvolsero tutta l'Europa a seguito della Rivoluzione Francese. Napoleone Bonaparte ordinò la confisca con successiva vendita dei beni religiosi, e questo avvenne anche a Verolengo. Successivamente alle sconfitte di Napoleone ed alla sua morte (1821), si ricominciò a pensare al completamento del Santuario. Nel 1834 Don Francesco Umberto di Chivasso, Parroco di Verolengo, riavviò i lavori affidando la nuova progettazione del tempio all'Ing. BOSSI. La costruzione dei muri si era fermata all'altezza di sei/sette metri, e, per completare l'opera, occorrevano ancora circa 150.000 mattoni. Uno sforzo finanziario ingente che un generoso benefattore, Giuseppe Roggero, si accollò. Quando i costruttori si attivarono a cercare le fornaci in grado di produrre una tale massa di mattoni, si resero conto che in zona non ce n'erano. Cercarono più lontano, ben sapendo però che il trasporto di una tale quantità di mattoni non era di semplice soluzione. Secondo i ricordi del Signor Gianni Ghiggia, nella prima metà del 1800, il suo trisavolo Domenico Ghiggia, avuta notizia della ricerca di una tale quantità di manufatti ed essendo evidentemente esperto nella produzione di mattoni, si trasferì con la moglie Margherita Capello ed i figli, dalla nativa Scarmagno a Verolengo ove comprò una vasta collina di terreno argilloso chiamata “n' si rulei” (in italiano Altipiano Roletto) sita in frazione Torrazza. Tale terra argillosa, ammantata solo di secolari roveri, costava poco perché era inadatta alle coltivazioni tipiche di quei luoghi. La zona collinosa si estendeva dalla chiesa di Torrazza sin oltre Rondissone. Qui sorse la prima fornace GHIGGIA che, lavorando a pieno ritmo, riuscì a soddisfare le esigenze dei costruttori. Nel 1847 nella nostra Parrocchia si insediò un giovane Prevosto, Don Gaetano Effisio Viora, nativo di Mondovì, persona molto attiva e capace, il cui volto, secondo Don Dino Mantovani, fu riprodotto dall'Amedeo Augero nell'affresco che raffigura il Profeta Daniele. Il nuovo Parroco si dedicò subito al completamento del Santuario dando nuovo impulso ai lavori. Nel 1851 con l'innalzamento della cupola sopra il Santa Sanctorum e l'esecuzione di due affreschi da parte del pittore Amedeo Augero, il Santuario venne praticamente ultimato ed il Vescovo di Ivrea, Mons. Luigi Moreno, Sabato 13 settembre 1851, vigilia della festa del Santissimo Nome di Maria, provvide al trasporto delle sacre reliquie. La solenne Consacrazione del Tempio di Dio fu eseguita il mattino successivo alla presenza di tutto il Clero della zona e di moltissimi fedeli. Dalle “memorie” del Sacerdote Giovanni Saroglia “Il Santuario della Madonnina di Verolengo”, memorie scritte nel 1873, apprendiamo che la consacrazione del Santuario avvenne su richiesta ed alla presenza dell'Amministrazione del Santuario composta dal Parroco, che ne era il Presidente, dal Sindaco, oltre a tre amministratori eletti, e dal Priore dell'anno. 
Sappiamo quindi che i Priori della Madonnina risalgono certamente almeno al 1851. Non solo ma il Prevosto dell'epoca, Don Gaetano Effisio Viora, nel suo libretto autografo “Norme per le funzioni delle chiese parrocchiali di Verolengo”, ne regola anche la nomina. Questa avviene la seconda domenica di settembre quando “Alle due e mezza si suona per il vespro solenne e con benedizione unicamente al Santuario e si nominano il Priore e la Priora dell'anno dopo”.

### Gli ex voto del santuario

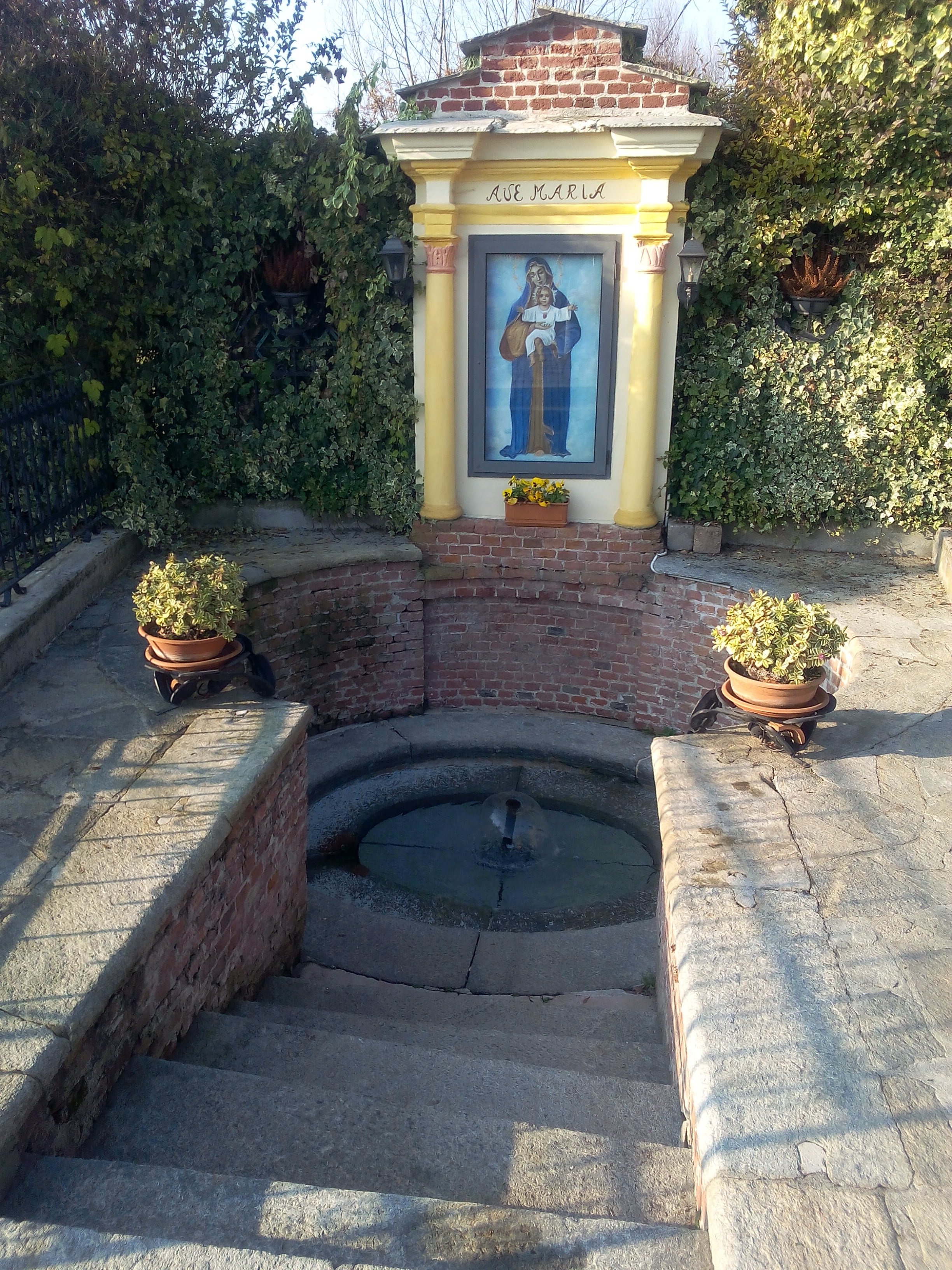
Uno dei fontanili collegati al santuario

Come in molti santuari mariani, i fedeli sono usi portare degli ex voto alla Madonna in ringraziamento di grazie ricevute. Anche nel santuario verolenghese sono presenti molti di questi segni di vita quotidiana: principalmente si tratta di quadri raffiguranti le scene dei pericoli ai quali i fedeli sono scampati grazie al provvidenziale intervento della Madonna.
Le principali scene sono relative ad incidenti sul lavoro, stradali e guarigioni da malattie; sono anche presenti ringraziamenti per situazioni di guerra, principalmente di verolenghesi tornati salvi dalle campagne militari cui hanno partecipato.